# Macropygia
Macropygia este un gen de pasăre din familia Columbidae a porumbeilor și turturelelor. Este unul dintre cele trei genuri cunoscute sub numele de turture-cuci. Au coada lungă, între 27 și 45 cm lungime și un penaj maro. În prezent, genul este răspândit din India și China, prin Indonezia și Filipine, până în Vanuatu și Australia, deși este originar din America de Nord și de Sud.
Genul Macropygia a fost introdus în 1837 de către naturalistul englez William John Swainson. Numele combină cuvintele din greaca veche makros care înseamnă „lung” sau „adânc” și -pugios care înseamnă „-târtiță”). Specia tip este turturica cuc brună (Macropygia phasianella).
Genul conține următoarele 15 specii:
- Macropygia unchall
- Macropygia amboinensis
- Macropygia doreya
- Macropygia phasianella
- Macropygia tenuirostris
- Macropygia emiliana
- Macropygia cinnamomea
- Macropygia modiglianii
- Macropygia magna
- Macropygia timorlaoensis
- Macropygia macassariensis
- Macropygia rufipennis
- Macropygia nigrirostris
- Macropygia mackinlayi
- Macropygia ruficeps